# Llista dels animals més rics

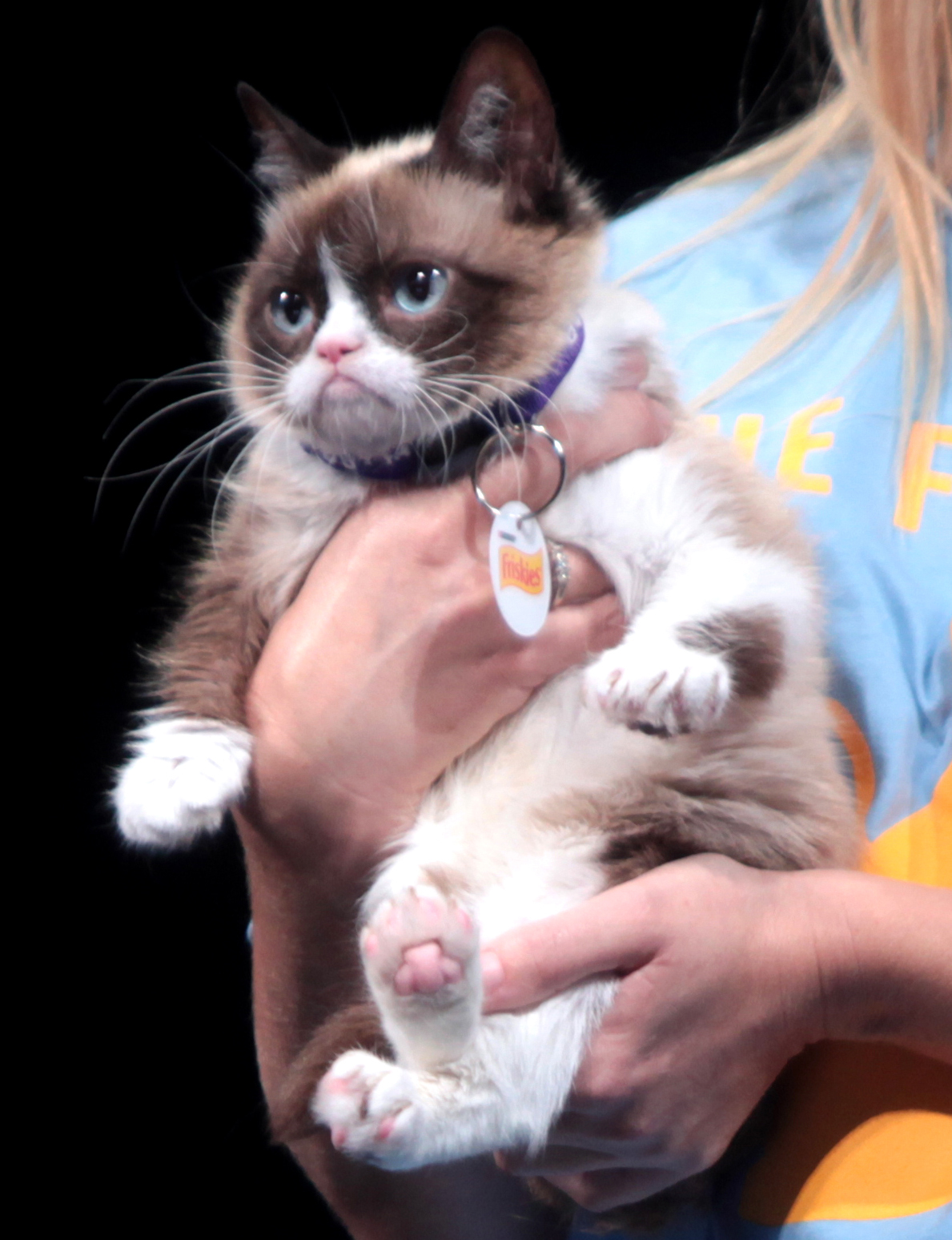
Tardar Sauce, més conegut com Grumpy Cat, el "Gat Rondinaire"

Això és una llista dels animals més rics del món. Majoritàriament per diners heretats dels seus propietaris.
- Big Tibby va heretar 50.000£. Aquesta tortuga de 52 anys va rebre els diners del seu propietari milionari, Donald Molsa.[1]
- Blackie, considerat el gat més ric, va heretar una fortuna de 25$ milions.[2]
- Csoki, un lloro africà, va rebre 50,000£ de Victoria Brown, una milionària de Londres, Anglaterra.[1]
- Flossie, un gos propietat de Drew Barrymore, va bordar per alertar-la a ella i, al llavors marit seu, Tom Gren d'un foc. Va posar la seva casa en fideïcomís pel gos per mostrar el seu agraïment.[3]
- Gigoo, una gallina de raça Scots Dumpy, va heratar 16$ milions. El seu propietari va ser Milles Blackwell, un editor de llibres de text.[4]
- Grumpy Cat amb un valor calculat de com a mínim 1$ milió.[2]
- Gunther IV, un gos que va heretar diners de la seva propietària, la Comtessa Karlotta Liebenstein d'Alemanya[5][6]
- Kalu, un ximpanzé que segons algunes informacions pot valer aproximadament 65$ milions.[7]
- Toby Rimes, un caniche que va heretar 20$ milions d'una nova yorkessa anomenada Ella Wendel el 1931. El 2012, aquella suma havia crescut fins als 80$ milions.[8][9]
- Tommasino, un gat negre, va rebre 12.4$ milions. Aquest gat perdut va trobar el seu camí a casa de Maria Assunta, una propietària magnat a Itàlia. Quan Assunta va morir a l'edat de 94 anys, va deixar la seva fortuna al gat o una entitat caritativa de benestar animal que en tingués cura. Com que no es va trobar cap entitat adequada, els diners van passar al gat, en fideïcomís per la infermera d'Assunta.[4]
- Trouble, un gos propietat de Leona Helmsley. Li va deixar 12$ milions.[10]